# Estadio Augusto César Sandino
Estadio Augusto César Sandino  es un estadio multiusos en Santa Clara, Cuba. Es 
usado actualmente y desde el año 1966 por el equipo de béisbol de esa provincia Villa Clara como su estadio de local anteriormente este equipo se llamaba Azucareros (un equipo formado por las provincias de Cienfuegos, 
Sancti Spiritus y Villa Clara). El estadio posee una capacidad de 20 000 personas. El nombre de este estadio es en honor al revolucionario nicaragüense Augusto César Sandino.

## Eventos internacionales
- Copa del Mundo de Béisbol 1971 y 1973
- Copa Intercontinental 1979
- Torneo José Antonio Huelga (3)
- Copa del Mundo de Béisbol Juvenil 2006